# Nuoto ai XIV Giochi asiatici
Il nuoto ai Giochi asiatici 2002 si è svolto dal 30 settembre al 13 ottobre a Pusan e ha visto lo svolgimento di 32 gare, 16 maschili e 16 femminili.

## Medagliere
| Posizione | Paese         |    |    |    | Totale |
| --------- | ------------- | -- | -- | -- | ------ |
| 1         | Cina          | 20 | 11 | 8  | 39     |
| 2         | Giappone      | 11 | 18 | 13 | 42     |
| 3         | Corea del Sud | 1  | 2  | 8  | 11     |
| 4         | Uzbekistan    | 1  | 0  | 0  | 0      |
| 5         | Malaysia      | 0  | 1  | 0  | 1      |
| 6         | Singapore     | 0  | 0  | 1  | 1      |
| 6         | Thailandia    | 0  | 0  | 1  | 1      |

## Podi
WR: Record del mondo
AR: Record asiatico
CR: Record dei campionati

### Uomini
| Evento               | Oro                                                                           | Perform.    | Argento                                                                | Perform. | Bronzo                                                         | Perform. |
| Stile libero         |                                                                               |             |                                                                        |          |                                                                |          |
| 50 m                 | Ravil Nachaev Kim Min-Suk                                                     | 22”86       |                                                                        |          | Issei Nakanishi                                                | 23”14    |
| 100 m                | Chen Zuo                                                                      | 50”76       | Liu Yu                                                                 | 50”83    | Daisuke Hosokawa                                               | 51”22    |
| 200 m                | Liu Yan                                                                       | 1'49”29 CR  | Yoshihiro Okumura                                                      | 1'49”36  | Yosuke Ichikawa                                                | 1'50”66  |
| 400 m                | Shunichi Fujita                                                               | 3'50”41 CR  | Yu Cheng                                                               | 3'54”57  | Han Kyu-Chul                                                   | 3'56”10  |
| 1500 m               | Yu Cheng                                                                      | 15'10”99 AR | Cho Sung-Mo                                                            | 15'12”32 | Han Kyu-Chul                                                   | 15'22”38 |
| Dorso                |                                                                               |             |                                                                        |          |                                                                |          |
| 100 m                | Atsushi Nishikori                                                             | 55”17       | Lim Keng Liat                                                          | 55”18    | Tomomi Morita                                                  | 55”32    |
| 200 m                | Wu Peng                                                                       | 2'00”40     | Takashi Nakano                                                         | 2'00”76  | Naoya Sonoda                                                   | 2'01”22  |
| Rana                 |                                                                               |             |                                                                        |          |                                                                |          |
| 100 m                | Kōsuke Kitajima                                                               | 1'00”45 CR  | Zeng Qiliang                                                           | 1'03”04  | Yoshihisa Yamaguchi                                            | 1'03”22  |
| 200 m                | Kōsuke Kitajima                                                               | 2'09”97 WR  | Daisuke Kimura                                                         | 2'13”60  | Sirisanont Ratapong                                            | 2'15”81  |
| Farfalla             |                                                                               |             |                                                                        |          |                                                                |          |
| 100 m                | Takashi Yamamoto                                                              | 52”59 CR    | Kohei Kawamoto                                                         | 53”22    | Jin Hao                                                        | 53”56    |
| 200 m                | Wu Peng                                                                       | 1'56”63 CR  | Takashi Yamamoto                                                       | 1'57”18  | Takeshi Matsuda                                                | 1'57”26  |
| Misti                |                                                                               |             |                                                                        |          |                                                                |          |
| 200 m                | Takahiro Mori                                                                 | 2'00”53 AR  | Jiro Miki                                                              | 2'02”07  | Ouyang Kun Peng                                                | 2'03”34  |
| 400 m                | Wu Peng                                                                       | 4'15”38 AR  | Takahiro Mori                                                          | 4'16”63  | Shinya Taniguchi                                               | 4'17”03  |
| Staffette            |                                                                               |             |                                                                        |          |                                                                |          |
| 4x100 m stile libero | Cina Huang Shao Hua Jin Hao Chen Zuo Liu Yu                                   | 3'21”07     | Giappone Naoki Nagura Yoshihiro Okumura Daisuke Hosokawa Hiroaki Akebe | 3'23”43  | Corea del Sud Sung Min Ko Yun-Ho Kim Min-Suk Han Kyu-Chul      | 3'23”58  |
| 4x200 m stile libero | Giappone Shunichi Fujita Yoshihiro Okumura Daisuke Hosokawa Yosuke Ichikawa   | 7'20”59     | Cina Wu Peng Chen Zuo Yu Cheng Liu Yu                                  | 7'25”36  | Corea del Sud Choi Won-Il Ko Yun-Ho Kim Bang-Hyun Han Kyu-Chul | 7'29”36  |
| 4x100 m misti        | Giappone Atsushi Nishikori Kōsuke Kitajima Takashi Yamamoto Yoshihiro Okumura | 3'37”45     | Cina Ouyang Kunpeng Zeng Qiliang Jin Hao Chen Zuo                      | 3'42”07  | Corea del Sud Sung Min Son Sung-Uk Yoo Jeong-Nam Ko Yun-Ho     | 3'46”44  |

### Donne
| Evento               | Oro                                             | Perform.   | Argento                                                           | Perform. | Bronzo                                                         | Perform. |
| Stile libero         |                                                 |            |                                                                   |          |                                                                |          |
| 50 m                 | Xu Yanwei                                       | 25”42      | Sun So-Eun                                                        | 25”63    | Zhou Xiao Wei                                                  | 25”76    |
| 100 m                | Xu Yanwei                                       | 54”92      | Tomoko Nagai Yang Yu                                              | 55”51    |                                                                |          |
| 200 m                | Yang Yu                                         | 1'58”43 CR | Xu Yanwei                                                         | 1'59”42  | Tomoko Nagai                                                   | 2'00”52  |
| 400 m                | Sachiko Yamada                                  | 4'07”23 CR | Chen Hua                                                          | 4'12”24  | Tang Jingzhi                                                   | 4'15”82  |
| 800 m                | Chen Hua                                        | 8'25”36 AR | Sachiko Yamada                                                    | 8'28”77  | Zhang Yan                                                      | 8'44”80  |
| Dorso                |                                                 |            |                                                                   |          |                                                                |          |
| 100 m                | Zhan Shu                                        | 1'01”82    | Noriko Inada                                                      | 1'02”16  | Aya Terakawa                                                   | 1'02”35  |
| 200 m                | Reiko Nakamura                                  | 2'11”44    | Aya Terakawa                                                      | 2'12”38  | Zhan Shu                                                       | 2'12”35  |
| Rana                 |                                                 |            |                                                                   |          |                                                                |          |
| 100 m                | Luo Xuejuan                                     | 1'06”84 AR | Qi Hui                                                            | 1'08”35  | Fumiko Kawanabe                                                | 1'10”11  |
| 200 m                | Qi Hui                                          | 2'24”01 CR | Luo Xuejuan                                                       | 2'24”67  | Fumiko Kawanabe                                                | 2'29”82  |
| Farfalla             |                                                 |            |                                                                   |          |                                                                |          |
| 100 m                | Zhou Yafei                                      | 58”88      | Yūko Nakanishi                                                    | 1'00”18  | Joscelin Yeo Wei Ling                                          | 1'01”06  |
| 200 m                | Yūko Nakanishi                                  | 2'08”99    | Maki Mita                                                         | 2'11”57  | Liu Yin                                                        | 2'12”07  |
| Misti                |                                                 |            |                                                                   |          |                                                                |          |
| 200 m                | Qi Hui                                          | 2'13”94    | Zhou Yafei                                                        | 2'14”67  | Maiko Fujino                                                   | 2'16”37  |
| 400 m                | Qi Hui                                          | 4'40”37    | Maiko Fujino                                                      | 4'43”39  | Zhou Yafei                                                     | 4'47”09  |
| Staffette            |                                                 |            |                                                                   |          |                                                                |          |
| 4x100 m stile libero | Cina Yang Yu Zhu Yingwen Ju Jielei Xu Yanwei    | 3'40”95    | Giappone Maki Mita Tomoko Nagai Norie Urabe Sachiko Yamada        | 3'44”59  | Corea del Sud Ryu Yoon-Ji Kim Hyun-Joo Shim Min-Ji Sun So-Eun  | 3'44”81  |
| 4x200 m stile libero | Cina Zhu Yingwen Tang Jingzhi Xu Yanwei Yang Yu | 7'58”46    | Giappone Maki Mita Tomoko Nagai Sachiko Yamada Norie Urabe        | 8'02”76  | Corea del Sud Ha Eun-Ju Kim Ye-Sul Kim Hyun-Joo Shim Min-Ji    | 8'19”62  |
| 4x100 m misti        | Cina Zhan Shu Luo Xuejuan Zhou Yafei Xu Yanwei  | 4'00”21    | Giappone Noriko Inada Fumiko Kawanabe Yūko Nakanishi Tomoko Nagai | 4'05”75  | Corea del Sud Shin Min-Ji Ku Hyo-Jin Park Kyung-Wha Sun So-Eun | 4'09”22  |